# Ronaldo Vieira
Ronaldo Vieira Nan (Bisáu, 19 de julio de 1998) es un futbolista bisauguineano, nacionalizado británico, que juega como centrocampista y su equipo es el San Jose Earthquakes de la Major League Soccer.

## Clubes
| Club                         | País           | Año       |
| ---------------------------- | -------------- | --------- |
| Leeds United F. C.           | Inglaterra     | 2016-2018 |
| U. C. Sampdoria              | Italia         | 2018-2025 |
| Hellas Verona F. C. (cedido) | Italia         | 2020-2021 |
| Torino F. C. (cedido)        | Italia         | 2023      |
| San Jose Earthquakes         | Estados Unidos | 2025-     |

## Estadísticas

### Clubes
| Club                          | Div.          | Temporada     | Liga nacional(1) | Liga nacional(1) | Liga nacional(1) | Copas nacionales(2) | Copas nacionales(2) | Copas nacionales(2) | Torneos internacionales(3) | Torneos internacionales(3) | Torneos internacionales(3) | Total | Total | Total  | Media goleadora |
| Club                          | Div.          | Temporada     | Part.            | Goles            | Asist.           | Part.               | Goles               | Asist.              | Part.                      | Goles                      | Asist.                     | Part. | Goles | Asist. | Media goleadora |
| ----------------------------- | ------------- | ------------- | ---------------- | ---------------- | ---------------- | ------------------- | ------------------- | ------------------- | -------------------------- | -------------------------- | -------------------------- | ----- | ----- | ------ | --------------- |
| Leeds United F. C. Inglaterra | 2.ª           | 2015-16       | 1                | 0                | 0                | 0                   | 0                   | 0                   | 0                          | 0                          | 0                          | 1     | 0     | 0      | 0               |
| Leeds United F. C. Inglaterra | 2.ª           | 2016-17       | 34               | 1                | 1                | 4                   | 0                   | 0                   | 0                          | 0                          | 0                          | 38    | 1     | 1      | 0.03            |
| Leeds United F. C. Inglaterra | 2.ª           | 2017-18       | 28               | 0                | 2                | 4                   | 1                   | 1                   | 0                          | 0                          | 0                          | 32    | 1     | 3      | 0.03            |
| Leeds United F. C. Inglaterra | Total club    | Total club    | 63               | 1                | 3                | 8                   | 1                   | 1                   | 0                          | 0                          | 0                          | 71    | 2     | 4      | 0.01            |
| U. C. Sampdoria · Italia      | 1.ª           | 2018-19       | 9                | 0                | 0                | 1                   | 0                   | 0                   | 0                          | 0                          | 0                          | 10    | 0     | 0      | 0               |
| U. C. Sampdoria · Italia      | Total club    | Total club    | 9                | 0                | 0                | 1                   | 0                   | 0                   | 0                          | 0                          | 0                          | 10    | 0     | 0      | 0               |
| Total carrera                 | Total carrera | Total carrera | 72               | 1                | 3                | 9                   | 1                   | 1                   | 0                          | 0                          | 0                          | 81    | 2     | 4      | 0.01            |